# Oakwood (hrabstwo Cuyahoga)
Oakwood – wieś w Stanach Zjednoczonych, w stanie Ohio, w hrabstwie Cuyahoga.